# توماس نيل كريم
الطبيب توماس نيل كريم (بالإنجليزية Thomas Neill Cream) ،(27 مايو/أيار 1850 – 15 نوفمبر 1892)، والذي يُعرف أيضًا باسم سجين لامبث، كان قاتلًا متسلسلًا يحمل الجنسيتين الكندية والاسكتلندية.
ادعى كريم بارتكاب أولى ضحاياه في الولايات المتحدة، وكما أنه قد ارتكب الباقي في إنجلترا، ومن المتحمل أن يكون البعض في كندا واسكتلندا أيضًا. تم توقيع عقوبة الإعدام على توماس كريم بعد محاولاته بإلصاق جرائمه، التي كان يقوم فيها بتسميم ضحاياه، بالآخرين مما جذب انتباه شرطة لندن إليه.

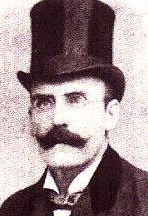
الطبيب توماس نيل كريم

انتشرت شائعات لا أساس لها تفيد بأن كلماته الأخيرة قبل تنفيذ عقوبة الإعدام بالشنق عليه كانت اعترافه بأنه كان جاك السفاح، على الرغم من أنه من المفترض أن يكون في السجن في الوقت الذي انتشرت فيه جرائم السفاح.